# 乌鲁 (巴西)
乌鲁是巴西圣保罗州的一个市镇。总面积147.581平方公里，总人口1362人，人口密度9.2人/平方公里。